# هنري غرير
هنري غرير (بالإنجليزية: Henry Greer)‏ هو لاعب هوكي الحقل أمريكي، ولد في 11 أكتوبر 1899، وتوفي في 20 يوليو 1978.

## وصلات خارجية
- هنري غرير على موقع أوليمبيديا (الإنجليزية)